# Andy Sidaris
Andrew « Andy » W. Sidaris (né le 20 février 1931 à Chicago, mort le 7 mars 2007 à Beverly Hills) est un réalisateur et producteur américain de cinéma et de télévision.

## Biographie
Sidaris grandit dans une famille d'origine grecque à Shreveport, en Louisiane, où il fréquente le lycée C. E. Byrd. Sa famille est active dans les cercles sportifs de la ville ; son frère Chris W. Sidaris (1927-2000), est l'ancien directeur du Shreveport Parks and Recreation Department. Il étudie à Dallas à l'université méthodiste du Sud.
En 1950, il commence sa carrière à la télévision en tant que réalisateur pour la chaîne de télévision WFAA à Dallas. Au début des années 1960, il se tourne vers la production d'émissions sportives. En 1961, il réalise le premier épisode de l'émission d'ABC Wide World of Sports. Il participe à l'introduction de techniques telles que la répétition immédiate, le ralenti ou l’écran partagé dans les émissions sportives et établit les Honey Shots, des gros plans de pom-pom girls et de femmes attirantes dans le public lors d'événements sportifs,. Pour ABC, il produit les retransmissions des Jeux Olympiques de 1964 à 1988. Avec sept autres réalisateurs, il reçoit un Emmy dans la catégorie Réalisation exceptionnelle dans la programmation sportive en 1969 pour son travail de réalisateur lors de la diffusion des Jeux olympiques d'été de 1968 à Mexico.
Au début des années 1970, il réalise quelques épisodes de séries télévisées, comme un épisode de Kojak. En 1970, il chorégraphie la scène du football pour Robert Altman dans le film MASH.
Il se tourne vers la production de films en participant à des films d'exploitation incluant de scènes érotiques. Sidaris devient connu pour ses films de série B, qu'il produit à très bon marché et rapidement pour le marché des vidéo-clubs. Entre 1973 et 1998, il réalise une douzaine de longs métrages, qui mettent en avant des armes de gros calibre et des bimbos, dont certains jouissent d'un statut de culte parmi les amateurs de nanars. Sidaris travaille souvent avec les mêmes femmes, des playmates et des modèles de Penthouse, comme Julie Strain, Cynthia Brimhall, Dona Speir, Julie K. Smith ou Shae Marks, à qui il demandera de dénuder leur poitrine dans tous les films qu'il réalisera. Après le succès financier de Malibu Express en 1985, Sidaris produit sept autres films en tant que suites libres jusqu'en 1993. Ses actrices récurrentes diront plus tard qu'elles appréciaient l'ambiance familiale et bon enfant des tournages, Julie Strain décrira elle-même ses tournages avec Sidaris comme comptant parmi ses meilleurs souvenirs. Sa carrière prend fin avec la fin des vidéo-clubs. Plus tard, il appelle la série Bullets, Bombs and Babes. Il donne le même titre à son livre, publié en 2003, dans lequel il décrit la réalisation des films.
Sidaris meurt d'un cancer de la gorge le 7 mars 2007 à Beverly Hills.
Son mariage avec Arlene T. Sidaris donne naissance à deux filles et un fils, Christian Drew Sidaris, qui sera à ses côtés, lui aussi réalisateur et acteur. Arlene Sidaris participe à la production de tous les films de son mari et dirige le site officiel d'Andy Sidaris depuis sa mort.

## Filmographie
- 1973 : Stacey (en)
- 1979 : Seven (en)
- 1985 : Malibu Express (en)
- 1987 : Piège mortel à Hawaï
- 1988 : Picasso Trigger
- 1989 : Piège pour Amazones (en)
- 1990 : Guns (en)
- 1991 : Jeu fatal (en)
- 1993 : Hard Hunted (en)
- 1993 : Fit to Kill (en)
- 1993 : Opération panthère noire (en)
- 1994 : The Dallas Connection (en)
- 1996 : Day of the Warrior
- 1998 : L.E.T.H.A.L. Ladies: Return to Savage Beach (en)

## Source de traduction
- (en) Cet article est partiellement ou en totalité issu de l’article de Wikipédia en anglais intitulé « Andy Sidaris » (voir la liste des auteurs).